# Дом игр
«Дом игр», другое название — «Игорный дом» (англ. House of Games) — американский триллер 1987 года, дебютная работа Дэвида Мэмета.

## Сюжет
Известный психиатр Маргарет Форд только что получила крупный гонорар за свою книгу и у неё есть деньги. В это время она встречает привлекательного мошенника Майка, который вовлекает её в рискованную и опасную игру…

## В ролях
- Джо Мантенья — Майк Манкузо
- Линдсей Краус — Маргарет Форд
- Стивен Гольдштейн — Билли Хан
- Рики Джей — Джордж
- Майк Нуссбаум — Джоуи
- Лилия Скала — доктор Мария Литтауэр
- Джей Ти Уолш — бизнесмен
- Уильям Мэйси — сержант Моран

## Критика
Описывая структуру фильма как «дьявольскую и безупречную», Роджер Эберт дал фильму наивысшую оценку — 4 звезды. Он написал: «Этот фильм бодрствует. Я видел так много фильмов, которые ходили во сне через обломки старых сюжетов и вторичных идей, что смотреть „Дом игр“ было непрекращающимся удовольствием». Позже Эберт назвал фильм своим любимым среди картин Мэмета.
Назвав фильм «чудесно коварной комедией», Винсент Кэнби также поставил наивысщую оценку, написав: «Мистер Мэмет, игрок в покер и лауреат Пулитцеровской премии, драматург, став режиссером своего оригинального сценария, дебютировал прекрасно и полностью самоуверенно. Иногда он возмутительно блефует, но это тоже нормально».
Отметив обратное, Дессон Хоу The Washington Post сказала: «Мэмет пережевывет нуары, повороты Хичкока и Макгаффинов, а также фрейдистскую тарабарщину».

## Съёмочная группа
- Продюсер: Майкл Хаусман
- Сценарист: Джонатан Кац, Дэвид Мэмет
- Композитор: Эларик Джэнс
- Оператор: Хуан Руис Анчиа

## Награды
- 1987 — Приз Золотая Озелла за лучший сценарий на Венецианском кинофестивале